# Cortes de Barcelona (1454)
Las Cortes generales catalanas de Barcelona de 1454 fueron convocadas por Juan de Navarra como lugarteniente del rey Alfonso el Magnánimo entre 1454 y 1458. 
Fueron unas Cortes muy crispadas entre la Corona y la nobleza barcelonesa bigaire que ocupaba los cargos de la Generalidad. Para entender este posicionamiento de carácter político más que institucional, hay que remontarse al final de la crisis de los remensas en que el rey había posicionado a favor del partido barcelonés de la Busca. Las maniobras reales en el consistorio de Barcelona para favorecer la presencia de este partido en un espacio tradicionalmente ocupado por la oligarquía representada por la Biga, se incrementan mediante la figura del nuevo lugarteniente, Galcerán de Requesens, quien terminará protagonizando una disolución ilegal del Consejo de Ciento para imponer sus candidatos.
La propia convocatoria ya fue protestada porque no fue hecha por el rey, ausente en Nápoles desde hacía años, sino por el lugarteniente y hermano del rey, Juan de Navarra, el futuro rey de Aragón.
La lista de agravios que habían de ser resueltos por la Corona eran numerosos. Los aplazamientos de las sesiones por tensiones políticas también. Alfonso jugó la carta de su posible regreso y las Cortes condicionaron el donativo de 400.000 florines a su vuelta, resolución de los agravios y una estancia mínima de cuatro meses. Si se producía una disolución antes de atender a todos los agravios, el acuerdo quedaba sin efecto.
El rey no volvió de Nápoles y murió el 27 de junio de 1458.
| Predecesor: Cortes de Barcelona de 1446 | Cortes Catalanas 1454 | Sucesor: Cortes de Fraga y Lérida de 1459 |